# مارتی جانتی
مارتی جانتی (انگلیسی: Marty Jannetty؛ زادهٔ ۳ فوریهٔ ۱۹۶۰) کشتی‌گیر کشتی حرفه‌ای اهل ایالات متحده آمریکا است.